# 羅日代斯特文斯凱 (諾夫霍羅德-錫韋爾斯基區)
51°27′54″N 32°55′20″E / 51.46500°N 32.92222°E
羅日代斯特文斯凯（烏克蘭語：Рождественське），是烏克蘭北部切爾尼希夫州诺夫霍罗德-锡韦尔斯基区科罗普市镇的村落。始建於1655年，面積7.49平方公里，海拔高度125米，2024年人口725，人口密度每平方公里185.9人。

## 外部連結
- Историческая информация о селе Рождественное （页面存档备份，存于） （俄文）